# 1. март
1. март (01.03) је 60. дан у години по грегоријанском календару (61. у преступној години). До краја године има још 305 дана.

## Догађаји
- 86. п. н. е. - Римски војсковођа Луције Корнелије Сула заузео Атину и свргнуо локалног тиранина кога је поставио понтски краљ Митридат VI Еупатор. Од Сулиног разарања Атина се никада није опоравила.
- 293 — Римски цар Диоклецијан је прогласио за цезаре Констанција Хлора и Галерија и тиме увео тетрархију, систем владавине четири савладара.
- 1498 — Васко да Гама, португалски морепловац, је први Европљанин који се искрцао на обале садашње афричке државе Мозамбик на своме путу ка Индији.
- 1562 — Француски римокатолици су, под вођством војводе Франсоа од Гизе, и уз подршку Ватикана у Васију побили неколико стотина хугенота и изазвали Француске верске ратове.
- 1565 — Естасио де Са је основао Рио де Жанеиро.
- 1633 — Самјуел де Шамплен је повратио свој положај заповедника Нове Француске у име кардинала Ришељеа.
- 1643 — После Португалије и Француске, шпански краљ Карло III протерао је из земље римокатолички језуитски ред.
- 1803 — Охајо се, као 17. држава, прикључује САД.
- 1815 — Француски цар Наполеон Бонапарта искрцао се на обалу Француске, три дана пошто је с групицом следбеника напустио медитеранско острво Елба на којем је био заточен.
- 1872 — Основан је Национални парк Јелоустоун, први национални парк у свету.
- 1896 — Етиопска војска краља Менелика II је победила Италијане у одлучујућој бици код Адве, чиме су окончане италијанске претензије у Првом италијанско-абисиниском рату.
- 1896 — Француски физичар Анри Бекерел је открио радиоактивност када је изложио фотографске плоче уранијуму.
- 1919 — У Београду се први пут састало Привремено народно представништво Краљевине Срба, Хрвата и Словенаца.
- 1941 — Бугарска је у Другом светском рату приступила Тројном пакту.
- 1942 — У Чајничу је у Другом светском рату од око хиљаду бораца формирана Друга пролетерска бригада.
- 1943 — Британско ратно ваздухопловство почело је у Другом светском рату да систематски бомбардује европске железничке системе на територији под контролом Немачке.
- 1946 — Енглеска банка прелази у државно власништво, а њени дотадашњи акционари се обештећују.
- 1950 — На суђењу које је трајало мање од 90 минута, немачко-британски физичар Клаус Фукс је осуђен за кршење Закона о државним тајнама за одавање Совјетском Савезу информација о пројекту Менхетн.
- 1954 — Хидрогенска бомба Кастл Браво је детонирана на пацифичком острву Бикини, што је изазвало један од најгорих случајева радиоактивног загађења изазваног тестирањем нуклеарног оружја.
- 1954 — У главном граду Венецуеле Каракасу отворена је прва конференција Организације америчких држава.
- 1959 — Архиепископ Макариос III вратио се на Кипар из изгнанства са Сејшелских острва, на која су га протерали Британци.
- 1966 — После три и по месеца лета, на Венеру се спустила совјетска “Венера 3“, први васионски брод који је приспео на неку другу планету.
- 1979 — Филипс је на конференцији за новинаре у Ајндховену представио прототип оптичког дигиталног аудио диска.
- 1983 — У Цириху, Своч груп АГ представља јавности први Своч сат.
- 1985 — У Уругвају је преузео власт председник Хулио Сангинети, чиме је окончана деветогодишња војна владавина у тој јужноамеричкој земљи.
- 1991 — На првим слободним изборима у Албанији, Албанска партија рада освојила је 176 од 250 посланичких места и задржала власт, али је председник партије Рамиз Алија изгубио у својој изборној јединици.
- 1992 — Босански муслимани и Хрвати су на референдуму гласали за отцепљење од Југославије, a у Сарајеву испред српске православне цркве је убијен Никола Гардовић.
- 1. март — У Црној Гори се на референдуму 63% грађана изјаснило за заједничку државу са Србијом - Савезну Републику Југославију.
- 1993 — Амерички војни транспортери су изнад источне Босне избацили прве товаре с храном и лековима, чиме је у Босни и Херцеговини почела “Операција падобран“.
- 1994 — После четвородневних преговора под притиском САД, представници Хрватске и босанских муслимана и Хрвата су у Вашингтону потписали прелиминарни споразум o стварању муслиманско-хрватске федерације у БиХ.
- 1996 — Нико од 123 путника и чланова посаде није преживео пад перуанског путничког авиона “Боинг 737“, у најтежој несрећи у историји цивилног ваздухопловства у Перуу.
- 1997 — Албанска влада премијера Салија Берише поднела је оставку, после двомесечних крвавих нереда изазваних крахом штедионица у којима је десетине хиљада Албанаца изгубило животну уштеђевину.

## Рођења
- 1810 — Фредерик Шопен, пољски композитор и пијаниста. (прем. 1849)[1]
- 1855 — Лазар Пачу, српски лекар и политичар. (прем. 1915)[2]
- 1886 — Оскар Кокошка, аустријски сликар и књижевник. (прем. 1980)[3]
- 1891 — Станислав Винавер, српски писац, песник и преводилац. (прем. 1955)[4][5]
- 1891 — Александар Д. Ђурић,  адвокат, писац и преводилац. (прем. 1975)[6]
- 1910 — Дејвид Нивен, енглески глумац и писац. (прем. 1983)[7]
- 1922 — Јицак Рабин, израелски војник и политичар, премијер Израела у два мандата. (прем. 1995)[8]
- 1927 — Хари Белафонте, амерички музичар и глумац. (прем. 2023)[9]
- 1930 — Сава Антић, српски фудбалер и фудбалски тренер. (прем. 1998)[10]
- 1930 — Гастоне Ненчини, италијански бициклиста. (прем. 1980)[11]
- 1933 — Шпиро Губерина, хрватски глумац. (прем. 2020)[12]
- 1944 — Роџер Далтри, енглески музичар, глумац и филмски продуцент, најпознатији као суоснивач, певач и повремени гитариста групе The Who.[13]
- 1946 — Јан Кодеш, чешки тенисер.[14]
- 1951 — Горан Ракочевић, српски кошаркаш.[15]
- 1954 — Рон Хауард, амерички глумац, редитељ, продуцент и сценариста.[16]
- 1955 — Денис Маквеге, конгоански гинеколог, добитник Нобелове награде за мир (2018).[17]
- 1958 — Ник Кершо, енглески музичар и музички продуцент.[18]
- 1966 — Зак Снајдер, амерички редитељ, продуцент и сценариста.[19]
- 1967 — Арон Винтер, холандски фудбалер и фудбалски тренер.[20]
- 1967 — Џорџ Идс, амерички глумац.[21]
- 1969 — Хавијер Бардем, шпански глумац.[22]
- 1969 — Никола Радмановић, српски фудбалер. (прем. 2022)
- 1972 — Југ Радивојевић, српски редитељ.[23]
- 1973 — Крис Вебер, амерички кошаркаш.[24]
- 1978 — Тијана Милошевић, српска виолинисткиња.[25]
- 1983 — Станка Златева, бугарска рвачица.[26]
- 1983 — Мирко Ковач, српски кошаркаш.[27]
- 1983 — Лупита Нјонго, кенијско-мексичка глумица.[28]
- 1984 — Бошко Јанковић, српски фудбалер.[29]
- 1987 — Кеј Си Риверс, амерички кошаркаш.[30]
- 1987 — Кеша Сиберт, америчка музичарка.[31]
- 1988 — Слободан Дунђерски, српски кошаркаш.[32]
- 1989 — Оливера Молдован, српска кајакашица.[33]
- 1994 — Давид Бабунски, македонски фудбалер.[34]
- 1994 — Џастин Бибер, канадски музичар.[35]

## Смрти
- 317 — Валерије Валенс, римски цар.[36]
- 986 — Лотар, краљ Француске. (рођ. 941)[37]
- 1643 — Ђироламо Фрескобалди, италијански чембалиста, оргуљаш и композитор. (рођ. 1583)[38]
- 1792 — Леополд II, цар Светог римског царства (рођ. 1747).[39]
- 1958 — Тома Росандић, први ректор Академије ликовних уметности у Београду (рођ. 1878)[40]
- 1994 — Слободан Селенић, српски дизајнер (рођ. 1936)[41]
- 1995 — Сезар Родригез, шпански фудбалер и тренер. (рођ. 1920)[42]
- 2003 — Фрањо Гласер, југословенски и хрватски фудбалер. (рођ. 1913)[43]
- 2010 — Марија Крањц, модни креатор, уредник часописа "Базар". (рођ. 1950)
- 2012 — Благоје Аџић, генерал-пуковник Југословенске народне армије (рођ. 1932)[44]

## Празници и дани сећања
- Српска православна црква прославља:
  - Светих дванаест мученика
  - Светог Марута
  - Светог преподобномученика Романа